# Earle Raymond Hedrick
Earle Raymond Hedrick (Union City (Indiana), 27 de setembro de 1876 — Providence, 3 de fevereiro de 1943) foi um matemático estadunidense. Foi vice-presidente da Universidade da Califórnia.
Após a graduação na Universidade de Michigan, obteve o mestrado na Universidade Harvard. Com uma bolsa de estudos Parker seguiu para a Europa, onde obteve em 1901 o doutorado na Universidade de Göttingen, orientado por David Hilbert. Passou então diversos meses na Escola Normal Superior de Paris, onde conheceu Édouard Goursat, Jacques Hadamard, Jules Tannery, Charles Émile Picard e Paul Émile Appell, antes de tornar-se instrutor na Universidade Yale. Em 1903 tornou-se professor da Universidade de Missouri.

## Obras
- Applications of the calculus to mechanics with Oliver Dimon Kellogg (Boston: Ginn, 1909)
- Solid Geometry with Walter Burton Ford and Charles Ammerman (New York: Macmillan, 1913)
- Analytic geometry and principles of algebra with Alexander Ziwet (New York: Macmillan, 1913)
- Constructive geometry; exercises in elementary geometric drawing (New York : Macmillan, 1916)
- Logarithmic and trigonometric tables (New York: Macmillan, 1920)